# Shalbourne
Shalbourne est une paroisse civile du comté de Wiltshire.
Avant 1895, la moitié de la paroisse de Shalbourne, y compris son église, faisait partie du Berkshire.
Sa population était de 558 habitants en 2011.

## Personnalités liées à Shalbourne
- Jethro Tull (agronome), mort en 1741 à Shalbourne